# Buzgyaki járás
A Buzdjaki járás (oroszul Буздякский район, baskír nyelven Бүздәк районы) Oroszország egyik járása a Baskír Köztársaságban, székhelye Buzgyak.

## Népesség
- 1970-ben 38 638 lakosa volt, melyből 20 644 tatár (53,4%), 13 314 baskír (34,5%).
- 1989-ben 30 515 lakosa volt, melyből 19 758 tatár (64,7%), 9 001 baskír (26,2%).
- 2002-ben 31 178 lakosa volt, melyből 15 833 tatár (50,78%), 12 528 baskír (40,18%), 2 218 orosz (7,11%), 149 ukrán.
- 2010-ben 30 688 lakosa volt, melyből 18 239 tatár (60,2%), 9 213 baskír (30,4%), 2 236 orosz (7,4%), 109 csuvas, 89 ukrán, 62 mari, 14 fehérorosz, 12 mordvin, 3 udmurt.

| Lakosok száma | 30 334 | 31 178 | 30 589 | 30 688 | 29 926 | 29 414 | 28 817 | 27 760 | 27 337 | 26 284 |
|               | 1989   | 2002   | 2008   | 2010   | 2012   | 2013   | 2014   | 2016   | 2017   | 2021   |